# Ângulo horário
Em astronomia, o ângulo horário ({\displaystyle H}) é uma das coordenadas usadas no sistema equatorial para identificar a direção de um ponto na esfera celeste. O ângulo horário de um ponto é definido como o ângulo entre dois planos: o plano do meridiano local, formado pelo eixo da Terra e o zênite; e outro contendo o eixo da Terra e o ponto propriamente dito. 
O ângulo horário de um objeto celeste é a diferença entre o tempo sideral local ({\displaystyle TS}) e a ascensão reta ({\displaystyle \alpha }) do objeto:
{\displaystyle H_{objeto}=TS-\alpha _{objeto}}, expresso em horas.
Neste contexto, o ângulo horário de um objeto celeste é uma indicação de quanto tempo sideral passou desde o momento em que o objeto cruzou o meridiano local. Expressa a distância angular entre o astro e o meridiano, medida em horas (1 hora = 15 graus).
Por exemplo, se um objeto celeste tem um ângulo horário de 2,5 horas, isso significa que ele cruzou o meridiano local há 2,5 horas e está agora 37,5º a oeste do meridiano (2,5 x 15º = 37,5º).
Um ângulo horário de 0 horas indica que o objeto celeste se encontra exatamente sobre o meridiano local do observador. Para facilitar a visualização das posições, são por vezes utilizados ângulos horários negativos para expressar o tempo que falta até à passagem meridiana do objecto celeste: um valor de AH = −3 h significa que faltam 3 h até à passagem, ou seja, expresso na forma padrão, o ângulo horário é de 21 h (24 h - 3 h = 21 h).